# برهان الدين الجعبري
برهان الدين الجعبري برهان الدين، أبو إسحاق، وأبو محمد، إبراهيم بن عمر بن إبراهيم بن خليل بن أبي العباس، الربعي الجعبري الخليلي الشافعي السلفي.

## اسمه
إبراهيم بن عمر بن إبراهيم بن خليل بن أبي العباس

### كنيته
كنيته «أبو إسحاق»، ويكنى أيضًا بـ (أبي محمد)، نسبة لولده شمس الدين محمد الذي تولى مشيخة الحرم الإبراهيمي بعده.

### ألقابه
اشتهر بلقب (برهان الدين)، وكان لقبه ببغداد (تقي الدين)،  وذكره تلميذه ابن جابر الوادي آشي بلقب (رضي الدين).
ويقال له (ابن مؤذن جعبر)؛ لأن أباه كان مؤذنًا لقلعة جعبر.
ويقال له كذلك «ابن السِّرَاج»، وهي كذلك نسبة لأبيه سراج الدين مؤذن جعبر.
ويلقبه أغلب الذين كتبوا عنه «شيخ بلد الخليل» و«شيخ حرم سيدنا الخليل صلوات الله عليه وسلامه» و«شيخ القراء» و«شيخ القراء في زمانه».
وعرف بـ (الجعبري) نسبة لقلعة (جَعْبَر) التي ولد ونشأ بها، وهي قلعة حاليًّا في شمال سوريا،
وكذلك جاء في نسبته (الخليلي)، نسبة لمدينة الخليل في فلسطين، والتي سكنها نحو (45) عامًا، وتولى مشيخة الحرم الإبراهيمي فيها.
وأما (الشافعي) في اسمه، فذلك لأنه كان متمذهبًا بمذهب الإمام الشافعي، وكان من أعلام المذهب وفقهائه المشهورين.
وكان يكتب ضمن أسمائه لقب (السلفي)، وذلك (نسبة إلى طريقة السلف).
وجاء في ألقابه (الربعي)، وهي نسبة إلى قبيلة (ربيعة) القبيلة العربية المشهورة، المنتسبة لـ (ربيعة بن نزار).
وقد قال هو عن ذلك في قصيدة له:

## عصره
عاش الإمام (برهان الدين الجعبري) في الفترة بين سنتي (640 – 732 هـ)،  وقضى جلّ حياته في بلاد الشام، وعاش منها قسمًا من حياته في بغداد بالعراق.
وقد عاش في عصر مضطربٍ شهد احتلال المغول لبغداد سنة [656 هـ]، وسقوط الخلافة العباسية في العراق، وإعادة إحيائها في مصر، وسقوط دولة الأيوبيين ونشوء دولة المماليك التي عاش جلّ حياته في ظلها.

## أسرته
كان والده (سراج الدين، أبو حفص، عمر بن إبراهيم بن خليل) المعروف بـ (مؤذن جعبر)

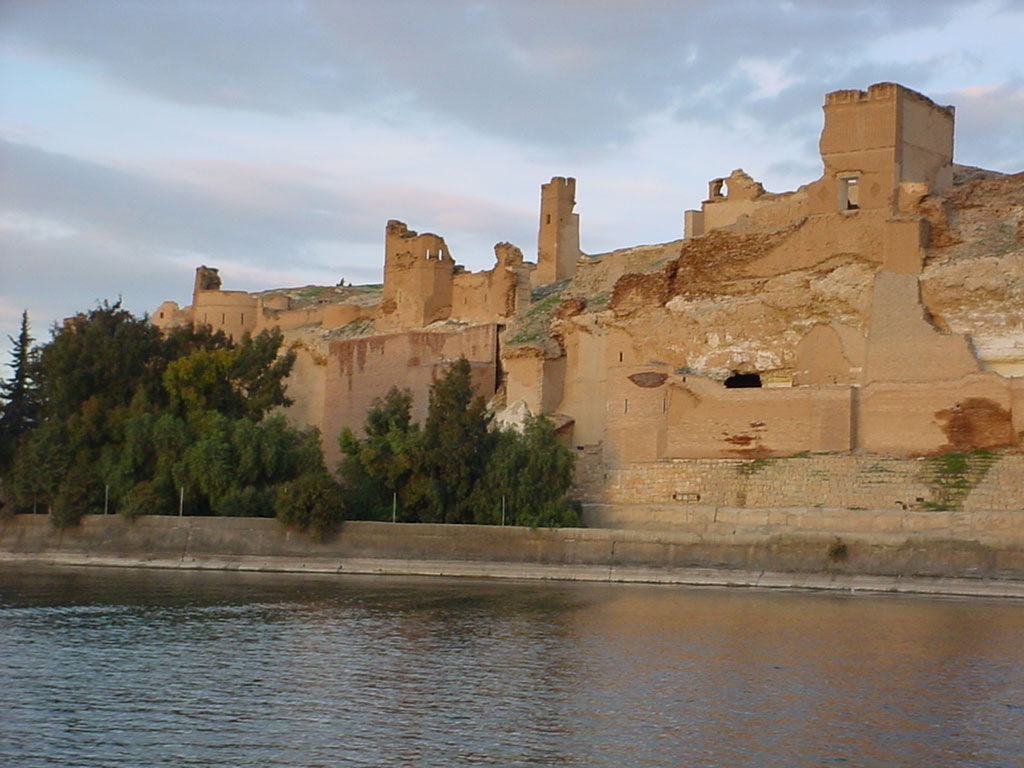
قلعة جَعبر - شمال سوريا

ولم تذكر لنا كتب التراجم شيئًا عن زوجته، ولم تذكر سوى أن له ابنًا واحدًا وهو الإمام (شمس الدين، أبو عبد الله، محمد) [690 – 749 هـ]، والذي ولي مشيخة حرم الخليل بعد والده.

## مولده ونشأته
ولد الإمام (الجعبري) قريبًا من سنة 640 هـ، أما عن مكان مولده فالظاهر أنه لم يكن في القلعة نفسها، إذ نصّ تلميذه (ابن رافع السلامي) على أنه ولد في (ربض قلعة جعبر)،  و (الرَّبَض) هو ما حول المدينة أو القلعة.

## رحلاته وطلبه العلم
طلب الإمام (الجعبري) العلم في بداياته في بلده الذي ولد ونشأ فيه، وهو قلعة (جعبر)، وفيما حولها من البلدان القريبة منها، وكان ابتداؤه لطلب العلم وهو صغير السن، بتوجيه من أبيه الذي كان يصطحبه معه، وقد نقل عنه تلميذه (ابن جابر الوادي آشي أن أول مقروءاته ومسموعاته كَانَت فِي سنة (649 هـ).
وبعد أن تلقى (البرهان الجعبري) العلم عن علماء بلده وما جاورها كانت رحلته الأولى إلى بغداد، التي كانت من أهم المراكز العلمية في العالم الإسلامي، وكانت رحلته هذه إلى بغداد بعد سنة (660 هـ)، كما قال ابن رافع وابن حجر، وكانت بغداد قد سقطت بأيدي التتار سنة (656 هـ)

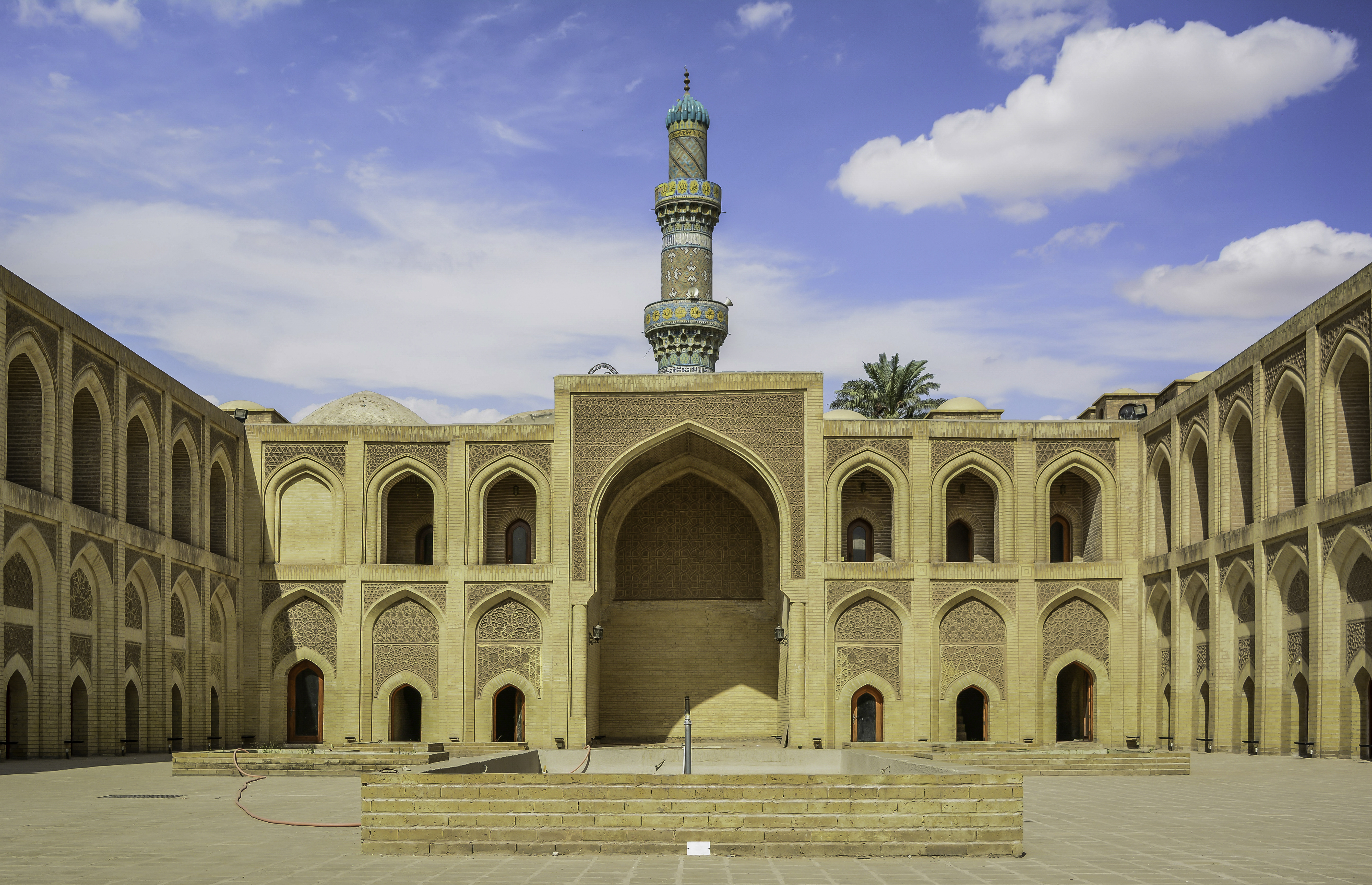
المدرسة المستنصرية في بغداد

وقد التحق (الجعبري) بالمدرسة النظامية وحضر دروس العلماء في المدرسة المستنصرية، وهناك تلقى العلم عن شيوخ بغداد، وتخرج على أيديهم، وبدأ مرحلة التأليف.
.
وبعد أن أنهى رحلته في بغداد عاد إلى الشام، وكان ذلك بعد سنة (671 هـ)، وقد ذكر الذهبي في (طبقات القراء) أنه قدم الشام سنة نيف وثمانين – أي وستمائة –.
وفي دمشق نزل في (الخانقاه السميساطية)، وخلال وجوده في دمشق عمل معيدًا في (المدرسة الغزالية) أو (الزاوية الغزالية)، وهي زاوية تقع في المسجد الأموي، ووظيفة (المعيد) في المدارس القديمة كانت تتضمن قيام متوليها بإعادة شرح المدرس للتلاميذ، ومراجعتهم فيه، وتكراره لهم.

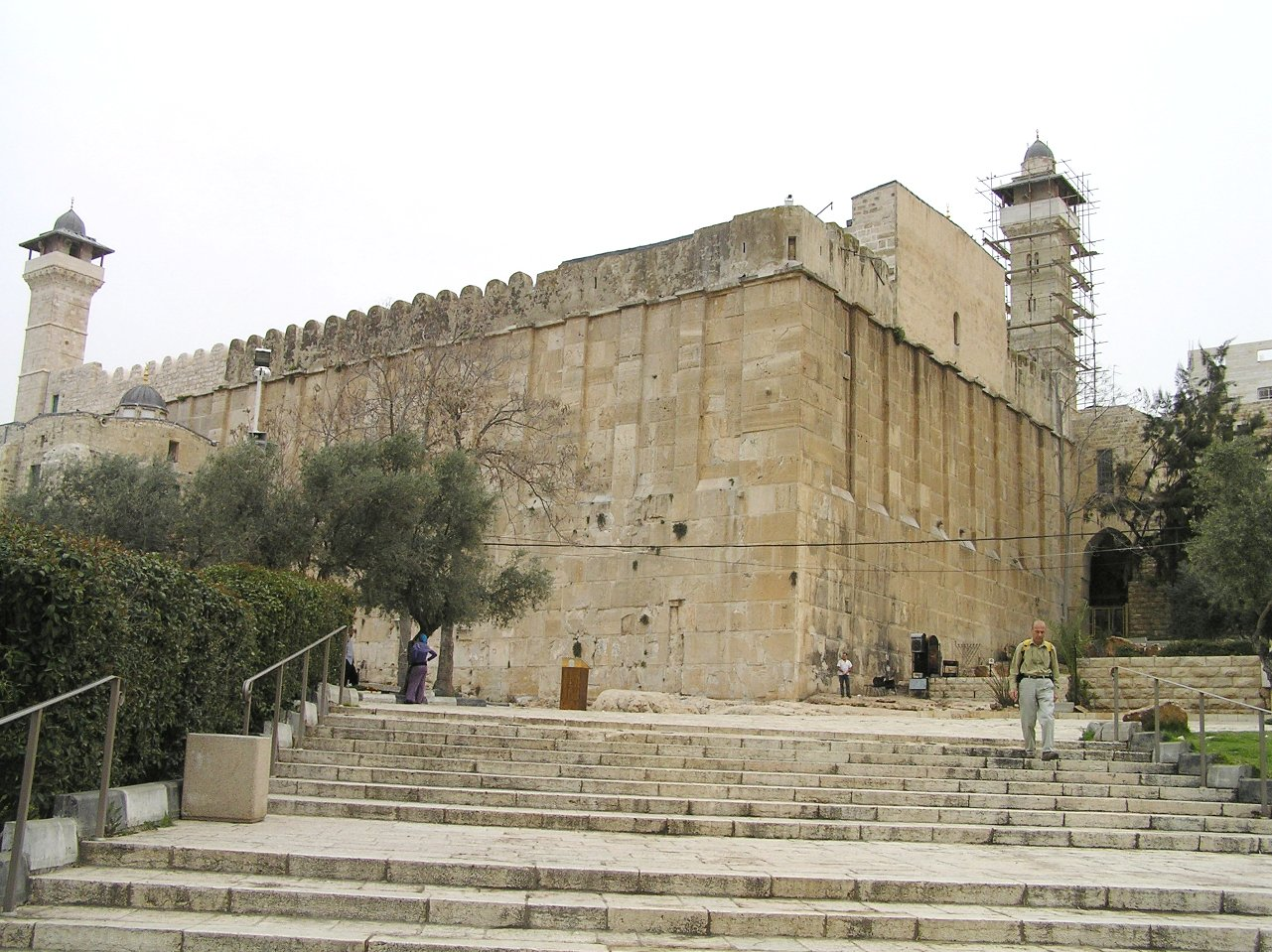
الحرم الإبراهيمي - الخليل - فلسطين

### انتقاله إلى الخليل
وبعد قضائه عدة سنوات في دمشق، انتقل إلى مدينة الخليل في فلسطين شيخًا لحرمها الإبراهيمي الشريف، وأقام فيها أكثر نحو (45) سنة، حتى وفاته فيها سنة (732 هـ).

## أقوال العلماء فيه
قال عنه تلميذه (ابن جابر الوادي آشي)، «الشيخ الفقيه المقرئ الخطيب، حضرت مجلس إقرائه التفسير والفقه الشافعي، ورويت عنه الحديث والقراءات وغيرهما، وله تقدمة في مشاركة العلوم.»
وقال تلميذه الإمام (شمس الدين الذهبي) في (المعجم المختص بالمحدثين): «شيخ بلد الخليل العلامة شيخ القراء، ذو الفنون مقرئ الشام، له التصانيف المتقنة في القراءات والحديث والأصول والعربية والتاريخ وغير ذلك.»
وقال في ترجمته له في (معرفة القراء الكبار) وفي (طبقات القراء): «العلامة الأستاذ المحقق، شيخ القراء، ... المقرئ صاحب التصانيف وشيخ بلد الخليل عليه الصلاة والسلام، ... كان إمامًا في هذا الشأن، شرح الشاطبية في ثلاث مجلدات كبار، فأتى فيه ببدائع ونفائس.»
ووصفه في (معجم الشيوخ) بأنه «كان روضة معارف، يتحقق بمعرفة القراءات وعللها.»
وقال تلميذه (ابن رافع السلامي) في كتابه (تاريخ علماء بغداد): «وكان فاضلًا صالحًا خيِّرًا محبوب الصورة حسن الهيئة مليح الشكل ساكنًا وقورًا بشوشًا بمن يقدم عليه.»
وقال (الصفدي) في (أعيان العصر وأعوان النصر): «الشيخ الإمام، العلامة، ذو الفنون، شيخ القراء، ووصف تصانيفه فقال: تصانيفه تقارب المئة مصنف، وكلها جيد محرر.»
وقال: «رأيته غير مرة، وكان ذا وجهٍ نير، وخلق خير، وشيبة نورها الإسلام، وحبرها خدمة العلم الشريف بالأقلام، ولعبارته رونق وحلاوة، وعلى إشارته وحركاته طلاوة.»
وقال في (الوافي بالوفيات): «رأيته غير مرة ببلد سيدنا الخليل ؛، وسمعت كلامه وكان حلو العبارة، وكان ساكنًا وقورًا ذكيًّا، له قدرة تامة على الاختصار.»
وصفه الإمام (ابن كثير) في (البداية والنهاية)، فقال: «الشيخ الإمام العالم المقري شيخ القراء، صاحب المصنفات الكثيرة في القراءات وغيرها، وكان من المشايخ المشهورين بالفضائل والرياسة والخير والديانة والعفة والصيانة.»
أما الرحالة (ابن بطوطة) فقد لقيه أثناء رحلته وقال: «لقيت بهذه المدينة المدرس الصالح المعمر الإمام الخطيب برهان الدين الجعبري، أحد الصلحاء المرضيين، والأئمة المشهورين.»
وقال (تاج الدين السبكي) في ترجمته له في كتاب (طبقات الشافعية الكبرى): «وكان فقيهًا مقرئًا متفننًا، له التصانيف المفيدة في القراءات، والمعرفة بالحديث وأسماء الرجال.»
أما الإمام (ابن الجزري) فقد وصفه في كتابه (غاية النهاية في طبقات القراء) بقوله: «العلامة الأستاذ، مُحقّق حاذقٌ ثقةٌ كبير.»
وقال (اليافعي) في (مرآة الجنان وعبرة اليقظان في معرفة حوادث الزمان): «الشيخ الجليل الإمام العلامة المقرئ شيخ القراء، صاحب الفضائل الحميدة، والمباحث المفيدة، والتصانيف العديدة.»

## مكانته العلمية
قال الذهبي في المعجم المختص: «العلامة ذو الفنون مقرئ الشام، له التصانيف المتقنة في القراءات والحديث والأصول والعربية والتاريخ وغير ذلك»، وقال في طبقات القراء: «شَرَح الشاطبية في ثلاث مجلدات كبار، فأتى فيه ببدائع ونفائس».
وقال تاج الدين السبكي: «وكان فقيهًا مقرئًا متفننًا، له التصانيف المفيدة في القراءات والمعرفة بالحديث وأسماء الرجال».
وقال الصفدي: «وتصانيفه تقارب المئة مصنف، وكلها جيد محرر».
وقال اليافعي: «صاحب الفضائل الحميدة، والمباحث المفيدة، والتصانيف العديدة».

## شيوخه
- الحافظ شمس الدين، أبو الحجاج، يوسف بن خليل بن قراجا، الآدمي الحلبي الدمشقي، [555 – 648 هـ]، محدث الشام.[24]
- شمس الدين محمد بن عمر بن القاسم العباسي الرشيدي، المعروف بـ (الشريف الداعي) أو بـ (ابن الداعي)، [577-668 هـ]، شيخ القراء بالعراق ومسند الآفاق.[25]
- سراج الدين، عبد الله بن عبد الرحمن بن عمر الشارمساحي المالكي، [589 - 669 هـ]، فقيه مالكي، تولى تدريس الفقه المالكي بـ (المدرسة المستنصرية)، وله مؤلفات.[26]
- تاج الدين بن يونس، عبد الرحيم بن محمد بن محمد بن يونس، الشافعي، [598 – 671 هـ]، صاحب كتاب (التعجيز اختصار الوجيز) في الفقه الشافعي، [27] وعليه تخرّج الإمام الجعبري في الفقه.
- شمس الدين، أبو الحسن.[28]
- مجد الدين، أبو أحمد، عبد الصمد بن أحمد بن عبد القادر بن أبي الجيش، الحنبلي، البغدادي، [593 – 676 هـ].[29]
- ابن إياز النحوي، جمال الدّين، أو بدر الدين، أبو محمَّد، أو أبو علي، الحسين بن بدر بن إياز بن عبد الله، البغدادي، [المتوفى سنة 681 هـ]، ولي مشيخة النَّحو بـ (المستنصرية)[30]
- جمال الدين القفصي، أبو إسحاق، يوسف بن جامع بن أبي البركات، القُفْصي، الحنبلي، الضرير، مقرئ بغداد، [606 – 682 هـ].[31]
- مجد الدين الموصلي، أبو الفضل، عبد الله بن محمود بن مودود بن بَلْدِجي الموصلي، (599 – 683 هـ).[32]
- الشيخ الإمام العلامة، نور الدين، أبو طالب، عبد الرحمن بن عمر بن أبي القاسم، البصري الحنبلي، العبدلياني، (624 – 684 هـ).[33]
- عفيف الدين، أبو محمد، عبد الرحيم بن محمد بن أحمد، العلثي، ثم البغدادي، السني، الأثري، المعروف بـ (ابن الزجاج)، [612 – 685 هـ].[34]
- برهان الدين النسفي، أبو الفضل، محمد بن محمد بن محمد، النَّسفي، [600 – 687 هـ][35][36]
- منتجب الدين التكريتي، أبو عبد الله، الحسين بن الحسن بن أبي السعادات، التكريتي، [ المتوفى سنة 688 هـ].
- تقي الدين الإربلي، أبو الحسن، علي بن عبد العزيز بن محمد، الإربلي، الشافعي، المقرئ، [610 – 688 هـ].[37]

## تلاميذه
- أبو العباس، أحمد بن أبي العافية بن يونس، الأندلسي، الرُّندي، [663 – 716 هـ].[38]
- علم الدين طلحة، أبو الفضل، طلحة بن عبد الله، الحلبي المقرئ النحوي الأصولي الشافعي، [بعد 660 – 725 هـ].[39]
- أبو العباس، شهَاب الدّين، أحمد بن محمد بن يحيى بن نحلة، النابلسي ثم الدمشقي، [687 – 732 هـ]، المعروف بـ (سبط السلعوس).[40]
- علم الدين البرزالي، أبو محمد، القاسم بن محمد بن يوسف بن الحافظ زكي الدين محمد بن يوسف، البِرزالي الإشبيلي الأصل ثم الدمشقي الشافعي، [665 – 739 هـ].[41]
- شرف الدين البعلي، إبراهيم بن عثمان بن كامل، البعلي – نسبة إلى بعلبك – الشافعي، توفي بعد سنة 740 هـ.[42]
- أبو محمد، نجم الدين، عبد الله بن عبد المؤمن بن الوجيه بن عبد الله، الواسطي التاجر السفار، [671 – 740 هـ][43]
- أبو العباس، شهاب الدين، أحمد بن إبراهيم بن سلّور، المعروف بـ (ابن صارو)، البعلبكي (البعلي) ثم الحموي الشافعي، نزيل حماة، [710 – 747 هـ]، المقرئ الفاضل الأديب.[44]
- الإمام الذهبي، أبو عبد الله، شمس الدين، محمد بن أحمد بن عثمان بن قايماز، التركماني الأصل، الفارقي ثم الدمشقي، الذهبي، [673 – 748 هـ].[45]
- شمس الدين الجعبري، أَبُو عبد الله، شمس الدين، مُحَمَّد بن إبراهيم بن عمر بن إبراهيم بن خليل، الجعبري الشَّافعيّ، [690 – 749 هـ]، وهو ابن (البرهان الجعبري)، وشيخ حرم الخليل بعد والده.[46]
- ابن جابر الوادي آشي، أبو عبد الله، شمس الدين، محمد بن جابر بن محمد بن قاسم، القيسي، الوادي آشي الأندلسي الأصل، التونسيّ المولد، المالكي، [673 – 749 هـ].[47]
- تقي الدين السبكي، أبو الحسن، علي بن عبد الكافي بن علي بن تمام، السُّبكي، الأنصاري الخزرجي، المصري، الشافعي، الأشعري، قاضي القضاة.[48]
- الحسام المصري، [ت 765هـ]، اسمه (حسن)، الحنفيّ المذهب، أصله من (قصطمونية) وهي مدينة تقع حاليًّا في شمال تركيا.[49]
- أبو بكر، سيف الدين، عبد الله بن أيدغدي بن عبد الله، الشمسي، الشهير بـ (ابن الجندي)، [698 – 769 هـ][50]
- ابن رافع السلَامِي، تقي الدين، أبو المعالي، محمد بن رافع بن هجرس بن محمد بن شافع، السلَامِي، الصميدي، المصري المولد والمنشأ ثم الدمشقي، الشافعيّ، [704 – 774 هـ].[51]
- أبو المعالي، محمد بن أحمد بن علي بن الحسن بن جامع، ابن اللبان، الدمشقي، [715 – 776 هـ] أحد شيوخ ابن الجزري.[52]
- ابن مرزوق التلمساني، شمس الدين، أبو عبد الله، محمد بن أحمد بن محمد بن محمد بن محمد بن أبي بكر بن مرزوق، العَجيسيّ، التلمساني، المغربي، المالكي، المعروف بـ (ابن مرزوق)، نزيل القاهرة، [711 – 781 هـ].[53]
- أحمد بن إبراهيم بن داود بن محمد، المنبجي، المعروف بـ (ابن الطحان)، [702- 782هـ]شيخ دار الحديث الأشرفية، وهو من شيوخ الإمام (ابن الجزري).[54]
- أَبُو عبد الله، جمال الدَّين – وفي الدرر الكامنة (كمال الدين) –، محمد بن علي بن يوسف، الإِسنويّ، المصرِي، المتوفى سنة [784 هـ][55]
- أبو إسحاق، وأبو الفداء، إبراهيم بن أحمد بن عبد الواحد بن عبد المؤمن بن سعيد بن علوان بن كامل، التنوخي، نزيل القاهرة، المعروف بـ (البرهان الشامي الضرير)، وعنه روى ابن حجر عن الجعبري.[56]

## مؤلفاته الموجودة

### مؤلفاته في علم القراءات
1. كتاب (كنز المعاني في شرح حرز الأماني ووجه التهاني) وهو شرح للمنظومة الشاطبية في القراءات السبع[13] ووصفه الإمام القسطلاني فقال عنه: «شرح عظيم لم يؤلف مثله»، [57] وعندما ذكر حاجي خليفة كتاب (حرز الأماني) [58]
2. (نزهة البررة في قراءات الأئمة العشرة)، وهذا الكتاب هو عبارة عن منظومة في القراءات العشرة، وهي رائية القافية، حققها وشرحها الباحث (عبد الرزاق بن محمد إسحاق) في رسالته للدكتوراه في قسم القراءات بكلية القرآن بالجامعة الإسلامية بالمدينة المنورة، وتقع الرسالة في أزيد من (1000) صفحة.
3. (خلاصة الأبحاث في شرح نهج القراءات الثلاث)، وهو شرح لمنظومة له نفسه، اسمها (نهج الدماثة في قراءات الأئمة الثلاثة)، وهذا الكتاب (القصيدة وشرحها)، يختص بالحديث عن القراءات الثلاثة المتواترة الزائدة عن السبعة المعروفة. وقد تم تحقيق هذا الكتاب ثلاث مرات: أ) فقد حققه الباحث (عبد الفتاح أبو سنة) في رسالته للماجستير في جامعة الأزهر، وذلك سنة (1990م).[59] ب) وحققه الباحث (إبراهيم بن نجم الدين بن محمود أحمد المراغي)، وصدرت الطبعة الأولى للكتاب بهذا التحقيق في مجلد واحد من (411) صفحة، عن دار الفاروق للنشر والتوزيع في القاهرة، وذلك سنة (1427 هـ، 2006 م). ج) وحققه أيضًا الباحث (محمد إبراهيم محمد عبد الله) في أطروحته للماجستير في القراءات من الجامعة الإسلامية بالمدينة المنورة، كلية القرآن الكريم، قسم القراءات.[10]

1. (تذهيب الأمنية في تهذيب الشاطبية): وهذا الكتاب عبارة عن منظومة لامية الألف (قافيتها (....لا))، وعدد أبياتها نحو (158) بيتًا، وقد قام أحد الباحثين بتسجيل المنظومة لتحقيقها وشرحها في رسلته للماجستير في الجامعة الإسلامية بالمدينة المنورة، كلية القرآن الكريم، قسم القراءات.[10]
2. (أحكام الهمزة لهشام وحمزة) وهو منظومة تقع في (113) بيتًا، تتعلق بأحكام الهمزة من مواضيع علم التجويد والقراءات، وذلك عند اثنين من القراء السبعة، وهما: حمزة الكوفي وابن عامر الشامي من رواية هشام عنه. وقد صدرت طبعة لهذه المنظومة، ولكنها طبعة سقيمة.[10]
3. (رسالة الخل الناصح في حل المشكل الواضح)، وهو كتاب يبحث مسألة إثبات أن القراءات العشرة كلها متواترة، والرد على من اعتبر غير القراءات السبعة من الشاذ، ويعمل عبد الغني مبروك على تحقيق هذا الكتاب على (3) نسخ خطّية.[10]
4. (إسناد قراءة الجعبري بمذاهب العشرة)، وهو كتاب صغير، كتبه مؤلفه كالمقدمة لمنظومته (نزهة البررة) ذكر فيه أسانيده بالقراءات العشرة إلى أصحابها وقد حقق هذه الأسانيد وترجم لرجالها (عبد الرحيم بن لطف الله العباسي) في مقدمة رسالته للدكتوراه، والتي كانت في تحقيق قسم من (كنز المعاني في شرح حرز الأماني).[10]

### مؤلفاته في علم التجويد
1. (عقود الجمان في تجويد القرآن)، وهو منظومة من (826) بيتًا، وتعتبر أطول منظومة أُلّفت في علم التجويد. وكانت قد صدرت مطبوعة غير مشروحة عن مؤسسة قرطبة في القاهرة، سنة (1426 هـ، 2005 م)، في (157) صفحة، وهذه الطبعة متوفرة على مصورةً شبكة، بتحقيق (حسن بن عباس بن قطب) مع مجموعة من المحققين. وقام – مؤخرًا – المغربي (محمد آيت عمران) بتحقيق وشرح القصيدة في رسالته للدكتوراه التي قدمها في قسم القراءات في كلية القرآن الكريم في الجامعة الإسلامية بالمدينة المنورة، وقد صدر شرحه هذا مطبوعًا – سنة 2019 – في (3) مجلدات عن مركز إحكام للبحوث والدراسات القرآنية بالتعاون مع دار عالم الثقافة.[10]
2. (حدود الإتقان في تجويد القرآن)، والكتاب عبارة عن منظومة نونية في علم التجويد، مكونة من (212) بيتًا، على البحر الكامل، وهي اختصار لمنظومته الكبرى في التجويد المعروفة بـــ «عقود الجمان في تجويد القرآن». وقد قام (عمرو عبد العظيم مبروك الديب) بدراسة وتحقيق وشرح كتاب (حدود الإتقان في تجويد القرآن) في رسالته للماجستير في قسم القراءات بكلية القرآن بالجامعة الإسلامية بالمدينة المنورة، وقد نوقشت الرسالة سنة (1433 هـ). ونشرت المنظومة أيَضًا أكثر من مرة بتحقيقات دون شرح.[10]
3. (الواضحة في تجويد الفاتحة)، وهي منظومة قصيرة، دالية القافية، تقع في (22) بيتًا، وتعالج أحكام تجويد سورة الفاتحة، وتسمى أيضَا (القيود الواضحة في تجويد الفاتحة). وقام عدد منهم بشرحها، ومن شروحها: أ) شرح الإمام (ابن أُم قاسم المرادي)، المتوفى سنة (749 هـ)، وهو أشهر شروحها، وهو مطبوع محقق. ب) شرح «محمد بن علي بن طولون» الدمشقي الصالحي الحنفي، (880 – 953 هـ)، ومخطوطة الشرح موجودة في مكتبة تشستربيتي/ دبلن.[60] ج) شرح (محمد بن سعد الدين الشافعي الأزهري، كان حيًّا سنة 1013 هـ)، ومخطوطة الشرح موجودة في دار الكتب/ القاهرة.[61] د) شرح (كريم الدين الجعبري)، وهو (عبد الكريم بن عبد القادر بن عمر بن محمد بن علي بن محمد بن الإمام برهان الدين إبراهيم بن عمر الجعبري)، خطيب حرم الخليل عليه الصلاة والسلام، المتوفى سنة (949 هـ)، وتوجد نسخة من هذا الشرح في مكتبة قليج علي باشا/ السليمانية/ استانبول.[62] هـ) شرح (أحمد بن علي المقيني، الذي كان حيًّا سنة (1041 هـ.)، ومخطوطات الشرح موجودة في:[63] المكتبة البريطانية/ لندن، مكتبة جاريت/ برنستون، مكتبة الجامعة والدولة/ هامبورغ. و) شرح (عبد الكريم بن عمر الطرابلسي)، وقد ذكره الفهرس الشامل للتراث ضمن المؤلفين مجهولي تاريخ الوفاة، واسم الشرح (الهدية النافعة لشرح منظومة الواضحة)، وتوجد مخطوطتها في مكتبة الخزانة العامة في الرباط.[64] ز) شرح العلامة (محمد بن أحمد بن عبد الله) الشهير بـ (المتولي)، شيخ القراء والإقراء بالديار المصرية في وقته، والمتوفى سنة (1314هـ، 1895م).[65] ح) شرح العلامة (إبراهيم بن يحيى بن حجاف) الحسني، [991 – 1065 هـ].[66] وهناك شروح أخرى في مكتبات المخطوطات، وهي لمؤلفين مجهولين.[67]
4. (تحقيق التعليم في الترقيق والتفخيم)، وهي منظومة، في موضوع الترقيق والتفخيم، وهو من أهم مواضيع علم التجويد، وقد صدرت طبعة لهذه المنظومة.
5. (الإرصاد في شرح المرصاد الفارق بين الظاء والضاد)، والكتاب شرح لمنظومة ألفها الإمام الجعبري وسمَّاها (المرصاد الفارق بين الظاء والضاد) وهي قصيدة ميمية، في (69) بيتًا، وشرحها في كتاب (الإرصاد في شرح المرصاد)، [10] وهو يعالج ما ورد ألفاظ في القرآن الكريم اشتملت على حرفي "الضاد" أو "الظاء"، وذلك للتفريق بينهما، لما بين الحرفين من تشابه يؤدي لوقوع بعض القراء واللغويين في الخطأ. وقد صدر الكتاب بتحقيق د. طه محسن، المدرس في كلية الآداب في جامعة بغداد، وقد طبعته "دار الغوثاني للدراسات القرآنية، في سورية، دمشق، وقد صدرت طبعته الأولى سنة (2008) في (171) صفحة.[10]
6. (حقيقة الوقوف على مخارج الحروف)، وهو عبارة عن رسالة مختصرة، تقع مخطوطتها في (4) صفحات، وموضوعه هو مخارج الحروف العربية وصفاتها، وقد قام بتحقيقها (د. فؤاد عطا الله) ونشرت في مجلة (الإصلاح)، في العدد 46، الصفحات (45 – 48) من ذلك العدد.[68]
7. (المنّة في تحقيق الغنة)، وهي رسالة مختصرة، تقع مخطوطتها في (3) أوراق، وقد حققها ونشرها الباحث (محمد آل رحاب) موقع شبكة الألوكة على النت.

### مؤلفاته في علم الرسم القرآني
1. (جميلة أرباب المراصد شرح عقيلة أتراب القصائد) أو (الأبحاث الجميلة في شرح العقيلة)، وهو شرح لمنظومة الإمام الشاطبي في علم الرسم القرآني، المسماة (عقيلة أتراب القصائد) وقد صدر الكتاب في عدة طبعات، منها طبعتان محققتان، كلاهما كانت رسالة دكتوراه في أصلها، وهما: أ) طبعة دار الغوثاني للدراسات القرآنية في دمشق، [10] وقد صدرت سنة (1431هـ/2010م)، وهي بتحقيق (محمد خضير مضحي الزوبعي)، ويقع الكتاب في (807) صفحات. ب) طبعة د. محمد إلياس محمد أنور، وقد صدرت في مجلدين، ضمن سلسلة «الرسائل الجامعية» التي تصدرها الجمعية العلمية السعودية للقرآن الكريم وعلومه بالتعاون مع دار كنوز إشبيليا بالرياض، كما صدرت طبعة أخرى منه – في مجلدين أيضًا – نشرها (برنامج الكراسي البحثية بجامعة طيبة) سنة (2016 م)، وهذه الطبعة متوفرة على شبكة النت بصيغة (PDF).[10]
2. (روضة الطرائف في رسم المصاحف)، وهو عبارة عن منظومة في علم الرسم، عدد أبياتها (217) بيتًا، وهي لامية من بحر البسيط، وقد أشار فيها المؤلف إلى أنه نظم فيها مسائل «العقيلة» للإمام الشاطبي وزاد عليها. وقد طبعت المنظومة ضمن كتاب ضم مجموعة من المنظومات في التجويد والقراءات والرسم وعد الآي، وتحقيقها سقيم لا يعتمد عليه.[10]

### مؤلفاته في علم العدد القرآني
1. (حسن المدد في معرفة فن العدد)، وقد صدر عن مجمع الملك فهد لطباعة المصحف، بتحقيق (د. بشير حسن علي الحميري)، وكان هذا التحقيق في الأصل رسالته للماجستير، وخرج الكتاب عن (مجمع الملك فهد) في مجلد واحد في نحو (700) صفحة.[10] وهناك طبعة أخرى للكتاب، ولكنها طبعة تجارية لا يعتمد عليها.[10]
2. (عقد الدرر في عد آي السور)، وهذا الكتاب عبارة عن منظومة في علم العدد، وهي داليّة القافية، جاءت (كما هو في المطبوع منها) في (169) بيتًا، بينما أشار ناظمها إلى أن عدد أبياتها (171) بيتًا. وقد حققها وشرحا (سعد بن حميد بن محيسن العصيمي) في رسالته للماجستير في قسم القراءات في الجامعة الإسلامية في المدينة المنورة، وذلك سنة (1433هـ، 2012م)، وتقع الرسالة في (205) صفحات.[69]
3. (حديقة الزهر في عد آي السور)، وهذا الكتاب عبارة عن منظومة في علم العدد، وهي اختصار لمنظومته (عقد الدرر في عد آي السور)، وهذه المنظومة داليّة القافية، تقع (59) بيتًا، [70] وقد نشرت مطبوعة بتحقيق سقيم لا يعتمد عليه.

### مؤلفاته في بقية مواضيع علوم القرآن
1. (وصف الاهتداء في الوقف والابتداء) وقد تم تحقيق الكتاب مرتين، في رسالتي ماجستير، وهما: أ) تحقيق (الصافي صلاح الصافي رحومة) في رسالته في جامعة الأزهر، كلية القرآن الكريم، وقد نوقشت سنة (2006 م).[10] ب) تحقيق (نواف بن معيض الحارثي)، في رسالته في جامعة الإمام محمد بن سعود الإسلامية، سنة (1427 هـ/2006 م). وهذا التحقيقان غير منشورين، وقد صدرت طبعة للكتاب تحقيقها سقيم.[10]
2. (غايات البيان في معرفة ماءات القرآن)، والكتاب يدور حول كلمة (ما) في القرآن الكريم، والتي تأتي بعدة معان مختلفة، [10] وقد تم تحقيقه عدة مرات: أ) فقد حققه (عبد الرحمن بن عيسى بن علي الحازمي) في أطروحته للماجستير في قسم اللغويات في كلية اللغة العربية، [10] الجامعة الإسلامية بالمدينة المنورة، سنة (1414 هـ)، وكانت بعنوان (جهود إبراهيم الجعبري اللغوية مع تحقيق كتابه غايات البيان في معرفة ماءات القرآن).[10] ب) وحققه (عبد الحميد محمود الوكيل)، ونشرته دار أبو المجد في القاهرة سنة (1410 هـ، 1990م)، في مجلد واحد من (268) صفحة. ج) ودرسه وحققه الباحث (عباس حميد سلطان) في رسالته للدكتوراه في اللغة والنحو من كلية الآداب، في الجامعة العراقية، وذلك سنة (2011 م)، وجاء الكتاب في (418) صفحة.[10]
3. (الأجزاء في معرفة الأجزاء)، وهو كتاب يوضح أماكن نهاية كل ربع حزب من القرآن الكريم، وكيفية تقسيم القرآن، ومن تحقيقاته: أ) تحقيق (إبراهيم عطوة)، (1336 – 1417 هـ)، وقد نشر الكتاب في سلسلة مقالات في مجلة الأزهر (نور الإسلام)، في القاهرة، وذلك في سنة (1983م)، عدد السنة (56).[71] ب) تحقيق عبد الغني مبروك، وقد نشرته دار عمار، في عمان، الأردن، سنة (1439 هـ)، كما صدرت طبعة أخرى له عن المكتبة الخيرية بالاشتراك مع عالم الثقافة، وذلك سنة (2019)م.
4. (تذكرة الحفاظ في مشتبه الألفاظ)، والكتاب عبارة منظومة في متشابه ألفاظ الآيات القرآنية، وتقع – وفق المطبوع منها – في (319) بيتًا. توجد نسخة مطبوعة منشورة على شبكة النت لهذه المنظومة، وقد نشرتها شبكة الألوكة، [72] وقد اعتنى بها (محمد بن أحمد بن محمود آل رحاب)، كما صدرت المنظومة لنفس المحقق مطبوعة ضمن كتاب عنوانه (ثلاث منظومات في متشابه القرآن)، وهو ضمن سلسلة اسمها (سلسلة التراث المنظوم)، وتضمن مع تذكرة الحفاظ للجعبري، هداية المرتاب وغاية الحفاظ والطلاب للسخاوي، وتتمة البيان لما أشكل من متشابه القرآن لأبي شامة المقدسي.
5. (بدائع إفهام الألباب في نسخ الشرائع والأحكام والأسباب)، والكتاب يبحث في موضوعين اثنين متعلقين بعلوم القرآن، وهما (النسخ) و(أسباب النزول)، وقد ذكر المؤلف أنه يمكن فصل كل موضوع من هذين الموضوعين في كتاب مستقل، يسمى أحدهما: (الرسوخ في المنسوخ)، ويسمى الآخر (عجائب النقول في أسباب النزول). والكتاب لا زال مخطوطًا، لم يتم تحقيقه أو نشره حتى الآن، غير أن أحد الباحثين، تقدم لتسجيل هذا الكتاب لتحقيقه ودراسته كأطروحة للحصول على شهادة الدكتوراه من (معهد البحوث والدراسات العربية) في مصر، وذلك سنة (2017م).
6. (مختصر أسباب النزول للواحدي)، وهو اختصار لكتاب (أسباب النزول) للإمام أبي الحسن الواحدي النيسابوري (ت 468 هـ)، والذي يُعَدُّ من أوائل الكتب المصنفة في أسباب النزول، وقد اعتمد عليه معظم الذين جاءوا بعده، والكتاب لا زال مخطوطًا.[10]
7. (رسالة في أسماء الرواة المذكورين في الشاطبية)، ويشتمل على أسماء وطرق الرواة عن أئمة القراءات السبعة المذكورين في القصيدة الشاطبية، ومخطوطات الكتاب موجودة، ولم تحقق بعد.
8. (تفسير سورة الفاتحة وسورة البروج والغاشية)، ولم يذكر أي ممن ترجموا للإمام الجعبري هذا الكتاب بين مؤلفاته، غير أن هناك مخطوطة بهذا العنوان وهي منسوبة للجعبري، وهي وموجودة في: دار الكتب، القاهرة، 1/39، [766]، كما جاء في الفهرس الشامل للتراث العربي المخطوط.[73]
9. (منظومات أخرى)، ألف الإمام الجعبري العديد من المنظومات قصيرة نظمها كضوابط لتسهيل حفظ بعض الأمور والقواعد، ومن هذه المنظومات: أ) (تقريب المأمول في ترتيب النزول)، وقد حققها ونشرها (أحمد سالم ابن مقام الشنقيطي)، سنة (2013 هـ).[10] كما حققها الباحث بقسم المخطوطات بدار الكتب المصرية صالح عبد الفتاح عبد الخالق، ونشرها في مجلة الوعي الإسلامي، عدد شهر سبتمبر سنة (2013 م). ب) رسالة في سور المكي والمدني ج) منظومة في اختيارات الرواة خلافًا لأئمتهم د) منظومة في الوقف على (كلا)[10]

### مؤلفاته في علوم الحديث
1. (رسوخ الأحبار في منسوخ الأخبار)، وهو يعالج مسألة الناسخ والمنسوخ في السنة النبوية الشريفة، فهو يورد الأحاديث التي ذكر العلماء أنها منسوخة والأحاديث الناسخة لها. وللكتاب طبعتان محققتان: أ) طبعة (د. حسن محمد مقبولي الأهدل)، وأصلها تحقيقه للكتاب في رسالته للدكتوراه من الجامعة الإسلامية في المدينة المنورة، وذلك في سنة (1405ه/1985م)، وقد صدرت الطبعة الأولى للكتاب بتحقيق د. الأهدل عن مؤسسة الكتب الثقافية في بيروت – لبنان وعن مكتبة الجيل الجديد في صنعاء – اليمن، سنة (1988 م)، وهي منشورة على شبكة (النت)، والكتاب يقع في مجلد واحد ويتكون من (574) صفحة. ب) طبعة (د. بهاء محمد الشاهد)، وقد صدرت هذه الطبعة عن مكتبة الإمام الشافعي، الرياض، سنة (1989م، 1410 هـ)، في (318) صفحة.[74]
2. (رسوم التحديث في علوم الحديث)، والكتاب هو اختصار لكتاب (علوم الحديث) للإمام ابن الصلاح، وقد قام عدد من الباحثين بتحقيق هذا الكتاب، كما صدر في عدة طبعات وهي: أ) حققه (محمد بن عبد الله الخضير)، في شهادته للماجستير من جامعة الإمام محمد بن سعود الإسلامية، سنة (1407هـ، 1986م).[75] ب) وحققه (أحمد بن لطفي فتح الله)، في رسالته للماجستير في الجامعة الأردنية، سنة (1414هـ/1994م).[76] ج) وحققه وعلق عليه الأستاذ (ياسين بن محمود الخطيب)، وقد نشرته دار البشائر في دمشق، سنة (1420 هـ / 2000م)، وجاء الكتاب في (191) صفحة.[75] د) وحققه الباحث (إبراهيم بن شريف الميلي)، ونشرته في طبعته الأولى دار ابن حزم في بيروت، سنة (1421هـ/ 2000م)، وجاء الكتاب في (248) صفحة. هـ) وحققه (أحمد المحني)، في رسالته للماجستير في جامعة أم درمان، كلية أصول الدين، سنة (1423هـ/1999م‍)، وقد نشرته دار النهضة للطباعة والنشر والتوزيع سنة (1431 هـ/2010 م)، وجاء في (671) صفحة.[75] و) ونشرته مكتبة أولاد الشيخ للتراث في القاهرة، سنة (1425هـ)، ضمن كتاب بعنوان: (ثلاثة كتب من المصنفات الجعبريات)، والكتاب منشور مصوّرًا على شبكة النت.[77]
3. (الإفصاح بمراتب الصحاح)، وهو تابع لكتاب رسوم التحديث، ذكر فيه المؤلف (70) حديثًا، كأمثلة تطبيقية على مراتب الحديث الصحيح، وقد صدر الكتاب ضمن كتاب بعنوان (ثلاثة كتب من المصنفات الجعبريات)، ونشرته مكتبة أولاد الشيخ للتراث، في القاهرة، سنة (1425هـ).[10]
4. (مجمع البحرين العذبين في جمع متن الصحيحين)، والكتاب يجمع الأحاديث القولية في الصحيحين مرتبة وفق أوائلها وفق نظام خاص به. وتوجد نسخة مخطوطة للكتاب في: مكتبة الأحقاف في حضرموت، وهي في (111) ورقة، وتاريخ نسخها سنة (984 ه)، [78] وهي متاحة للتحميل على شبكة النت.
5. (كتاب الأربعين في الأحكام لنفع الأنام)، والكتاب يضم أربعين حديثًا نبويًا شرفًا، اختارها المؤلف، وموضوعها في الأحكام، وقد صدر الكتاب في طبعته الأولى سنة (1435 هـ، 2014 م)، بتحقيق وتعليق محمد رفيق الحسيني عن دار البشائر الإسلامية في بيروت ضمن سلسلة لقاء العشر الأواخر بالمسجد الحرام؛ برقم (211) في السلسلة، [10] ويقع الكتاب في (71) صفحة، وهو منشور على شبكة النت.
6. (المشيخة الشامية) أو (مشيخة الجعبري للبرزالي)، وقد قام (أحمد عبد الستار) بتحقيق هذا الكتاب، وراجعه أ. د. أحمد معبد عبد الكريم، ونشرته دار الكتب والوثائق القومية بالقاهرة، سنة (2015 م)، في (248) صفحة.[10]

### مؤلفاته في علوم الفقه
1. (تتمة التطريز في شرح التعجيز)، وهو تكملة لشرح الإمام (تاج الدين ابن يونس) لكتابه (التعجيز في الفقه الشافعي، والمسمى بـ (التطريز في شرح التعجيز) إذ مات قبل أن يكمله فكمّله تلميذه الشيخ برهان الدين الجعبري، [79] وتوجد نسخة مخطوطة في مركز الملك فيصل للتراث ضمن المخطوطات المنسوبة للإمام الجعبري عنوانها (تتمة كتابي التطريز والتبريز في شرح التعجيز).
2. (رسالة وضع الإنصاف في رفع الخلاف)، والكتاب مخطوط لم يحقق بعد، وتوجد نسخة مخطوطة منه في دار الكتب المصرية في القاهرة، وهي نسخة مقابلة مصححة، وناسخها هو (محمد بن عبد الرحمن السخاوي) وذلك سنة 867هـ، وجاء فيها أن الكتاب تم تأليفه في سنة (702 هـ).[10]

### مؤلفاته في علوم اللغة العربية
1. (تدميث التذكير في التأنيث والتذكير)، والكتاب عبارة عن منظومة جمع فيها الإمام الجعبري كل ما قيل في باب التأنيث من مسائل لغوية قد يحتاج إليها دارسو العربية، والقصيدة جاءت في (272) بيتًا على بحر الكامل وقافية النون. وقد حققت هذه المنظومة ونشرت أكثر من مرة، ومن ذلك: أ) طبعة «محمد بن أبي شنب» (1286هـ - 1347 هـ، 1869م - 1929م)، غير أنه لم يشرحها، ولم يضع لها فهارس، ونشرها باللغة الفرنسية.[80] ب) طبعة (د. محمد عامر حسن)، حيث قام بتحقيق المنظوم وشرحها، وقد نشرت المؤسسة الجامعية للدراسات والنشر والتوزيع ببيروت شرح السيد محمد عامر أحمد حسن، في طبعة أولى سنة (1411هـ الموافق لـ 1991م)، وقد جاءت الطبعة في (119) صفحة، ونشرته المكتبة الأزهرية للتراث سنة (2000م). ج) طبعة (محمد شايب الجزائري)، وذلك ضمن كتاب اسمه (قطوف لغوية من خزانة مخطوطات المكتبة الوطنية الجزائرية) يشمل (5) رسائل، [10] وكتاب (قطوف لغوية) هذا نشرته دار الكتب العلمية في لبنان في طبعته الأولى سنة 2009 م.
2. (الضوابط للتعريف في إيجاز الكافية والتصريف)، وهذا الكتاب هو اختصار لكتاب مشهور في علم النحو للإمام ابن الحاجب المالكي (جمال الدين عثمان بن عمر بن أبي بكر، 570 – 646 هـ)، وهو كتاب (الكافية)، واسمه الكامل (كافية ذوي الأرب في معرفة كلام العرب)، وهو مقدمة شاملة في علم النحو، تكفي الدارس ليحيط علما بالموضوعات الأصول في علم النحو. وتوجد نسخة مخطوطة للكتاب في مركز الملك فيصل للدراسات، وأصلها موجود في المكتبة البريطانية، والكتاب لم يحقق بعد.[10]